# Peter Sloterdijk
Peter Sloterdijk (n. 26 iunie 1947, Karlsruhe, Germania) este un filosof și eseist german, personalitate marcantă a dezbaterii publice contemporane.

## Biografie
După absolvirea Universității din München începe să publice o lungă serie de lucrări cu caracter filozofic. Prima dintre acestea, Critica rațiunii cinice, este remarcată imediat de comentatori și atinge un tiraj nemaiîntâlnit la o lucrare filozofică în Germania postbelică. Volumul a fost tradus, până astăzi, în peste 30 de limbi. Stilul de o mare claritate și expresivitate al lucrării, dezbărat de jargonul filozofic fastidios al eseurilor de critică marxizantă obișnuite până atunci, contribuie la succesul acesteia și îl impune drept unul dintre cei mai novatori autori ai genului.
Atras mai întâi, ca mai toată generația sa, de teoria critică și de lucrările corifeilor Școlii de la Frankfurt, Peter Sloterdijk se orientează treptat spre fenomenologie și spre rădăcinile etice ale existențialismului, revendicându-se de la gândirile radicale alcătuind curentul nietzscheanismului de stânga. 
În Sfere, opera sa principală, în trei volume, apărută de-a lungul a cinci ani și atingând vânzări de peste 20.000 de exemplare, filosoful formulează o teorie integratoare venind în sprijinul unui nou umanism; "sferologia" sau "microsferologia" sa propune o reconsiderare a conceptului de spațiu, alături de timp, ca dimensiune esențială pentru evoluția umanului. Marcată prea accentuat de noțiunile de timp și devenire, de o linearitate istoristă considerată în termeni exclusivi și antagonici în raport cu celelalte culturi, gândirea occidentală avea tendința de a neglija structurile ontologice de spațialitate prin care se identifică un individ și o comunitate umană, de la uterus-ul matern la noțiunea de casă, spațiu ambiant protector, familie, trib sau limbă, și până la structurile macrosferice care sunt națiunile, în întreaga lor evoluție istorică. Crizele succesive, rezultate din eșecul acestor sfere de a interconecta și a-și armoniza structurile, au dat naștere evoluției istorice contorsionate și unui ethos al cuceririi care au marcat constant umanitatea, pregătind apariția și proliferarea "ultimului om" ca figură premergătoare momentului schimbării subiectului. Post-umanul și postumanismul reprezintă așadar instalarea așteptată într-o nouă perioadă metafizică, într-un nou "val" globalizant prin care subiectul uman își extinde prezența în lume.
O faimoasă controversă, apărută în anul 1997, avea să declanșeze un scandal de proporții internaționale, impunând într-un mod neașteptat numele filosofului în dezbaterea contemporană de idei. Într-un ciclu de conferințe susținut la Basel, Peter Sloterdijk ține un discurs intitulat "Reguli pentru parcul uman". Bioetica, genetica, eugenia, zorii postumanismului - sunt doar câteva din temele delicate abordate de document. Scandalul care va urma, orchestrat după câte se pare de Habermas sau indirect de discipoli ai acestuia, începe printr-un lung articol în ziarul Die Zeit în care Peter Sloterdijk este denunțat ca apologet al eugeniei și inamic al umanismului, acuză care în Germania primește accente deosebit de delicate. Acesta răspunde denunțând atacul și acuzând cheia tendențioasă și selectivă în care a fost citit și interpretat textul conferinței sale. O polemică tensionată care va avea ca efect sporirea notorietății și impunerea la scară internațională, în dezbaterile mass-media, a numelui filozofului și a problematicii abordate de acesta. Recunoscut și salutat ca un demn urmaș al lui Heidegger în tradiția școlii onto-fenomenologice germane, filosoful este prompt invitat în Europa și în Statele Unite pentru diverse stadii universitare și cicluri de conferințe. Problematica postumanismului abordată de el cunoaște un interes tot mai mare, într-un deceniu în care descifrarea completă a hărții genomului uman deschidea perspectiva unei dezbateri etice în cel mai înalt grad importantă pentru viitorul umanității. Adept al renunțării la grila de interpretare gotică (i.e. "de înfricoșare", cf. engl. gothic) prin care aceste subiecte derivate din problematica geneticii, clonarea etc., erau reflectate în media internaționale și în discursul politic, Sloterdijk propune o abordare responsabilă și pragmatică a pașilor deschiși de noua perspectivă, instituirea unui set de "reguli" prin care evoluțiile să nu scape de sub control, și care să reflecte noua viziune asupra umanismului și istoriei.
Peter Sloterdijk predă actualmente filosofia și estetica în Karlsruhe și în Viena. Activitatea sa profesională se împletește cu cea publică: deține vreme de doi ani Catedra Lévinas creată la Strasbourg, este laureat, printre altele, al Sigmund-Freud-Preis, premiul Sigmund Freud pentru Proză științifică, acordat în toamna lui 2005 de Deutsche Akademie für Sprache und Dichtung din Darmstadt, are apariții constante în presa germană și în cea franceză, și participă la numeroase simpozioane, colocvii și congrese internaționale. Din 2002, împreună cu filozoful și scriitorul Rüdiger Safranski, a realizat la postul de televiziune german ZDF "Das philosophische Quartett", prestigioasă emisiune de dezbatere și reflecție. Revistele Foreign Policy și Prospect Magazine l-a desemnat în clasamentul celor mai influenți 100 de intelectuali publici (vezi 100 public Intellectuals) Din 2001, Peter Sloterdijk este rector al Hochschule für Gestaltung din Karlsruhe.

## Opera
(cu aldine, volumele traduse în românește)
- Kritik der zynischen Vernunft, 1983 (Critica rațiunii cinice, ed. Polirom)
- Der Zauberbaum. Die Entstehung der Psychoanalyse im Jahr 1785, 1985
- Der Denker auf der Bühne. Nietzsches Materialismus, 1986
- Kopernikanische Mobilmachung und ptolmäische Abrüstung, 1986
- Zur Welt kommen - Zur Sprache kommen. Frankfurter Vorlesungen, 1988
- Eurotaoismus. Zur Kritik der politischen Kinetik, 1989
- Versprechen auf Deutsch. Rede über das eigene Land, 1990
- Weltfremdheit, 1993
- Im selben Boot. Versuch über die Hyperpolitik, 1993
- Falls Europa erwacht. Gedanken zum Programm einer Weltmacht am Ende des Zeitalters seiner politischen Absence, 1994
- Der starke Grund zusammen zu sein. Erinnerungen an die Erfindung des Volkes, 1998
- Sphären I - Blasen, Mikrosphärologie, 1998
- Sphären II - Globen, Makrosphärologie, 1999
- Regeln für den Menschenpark. Ein Antwortschreiben zu Heideggers Brief über den Humanismus, 1999 (Reguli pentru parcul uman, ed. Humanitas)
- Die Verachtung der Massen. Versuch über Kulturkämpfe in der modernen Gesellschaft, 2000 (Disprețul maselor. Eseu asupra luptelor culturale în societatea modernă, ed. Ideea Design&Print)
- Über die Verbesserung der guten Nachricht. Nietzsches fünftes Evangelium. Rede zum 100. Todestag von Friedrich Nietzsche, 2000
- Nicht gerettet. Versuche nach Heidegger, 2001
- Die Sonne und der Tod. Dialogische Untersuchungen mit H.-J. Heinrichs, 2001
- Tau von den Bermudas. Über einige Regime der Phantasie, 2001
- Luftbeben. An den Wurzeln des Terrors, 2002
- Sphären III - Schäume, Plurale Sphärologie, 2004
- Im Weltinnenraum des Kapitals, 2005
- Was zählt, kehrt wieder. Philosophische Dialoge, gem. mit Alain Finkielkraut, 2005 (apărută și în Franța în 2003, cu titlul Les battements du monde, ed. Pauvert)
- Zorn und Zeit. Politisch-psychologischer Versuch, 2006